# Stuart Banda
Stuart Banda, född 20 november 1988, är en malawisk långdistanslöpare. Han tävlade i 5 000 meter i Världsmästerskapen i friidrott 2015, där han kvalificerade sig till final.
Bandas personbästa på 5000 meter är 14:49.31.